# Persona Non Grata (álbum de Urban Dance Squad)
| Críticas profissionais | Críticas profissionais |
| Avaliações da crítica  | Avaliações da crítica  |
| Fonte                  | Avaliação              |
| ---------------------- | ---------------------- |
| All Music Guide        | link                   |

 Persona Non Grata  é o terceiro álbum de estúdio da banda de rap rock neerlandesa Urban Dance Squad. Foi lançado em abril de 1994, pela gravadora Capitol Records.

## Faixas
1. Demagogue (4:14)
2. Good Grief!    (4:31)
3. No Honestly!  (3:28)
4. Alienated  (5:18)
5. Candy Strip Exp.  (4:51)
6. Selfsufficient Snake  (5:29)
7. (Some) Chitchat  (5:07)
8. Burnt Up Cigarette  (4:09)
9. Selfstyled  (3:17)
10. Mugshot  (3:14)
11. Hangout  (3:39)
12. Downer  (9:38)